# John J. McGrath
John Joseph McGrath (* 23. Juli 1872 im County Limerick, Irland; † 25. August 1951 in San Mateo, Kalifornien) war ein US-amerikanischer Politiker. Zwischen 1933 und 1939 vertrat er den Bundesstaat Kalifornien im US-Repräsentantenhaus.

## Werdegang
John McGrath besuchte die öffentlichen Schulen seiner irischen Heimat. Im Alter von 17 Jahren wanderte er in die Vereinigten Staaten aus, wo er sich in Chicago niederließ. Er studierte zwei Jahre lang Jura, hat aber offenbar nie als Jurist gearbeitet. In den folgenden 20 Jahren war McGrath im Handel tätig. 1896 wurde er amerikanischer Staatsbürger. Zwischen 1916 und 1925 war er Posthalter in San Mateo, wohin er zwischenzeitlich gezogen war. Danach fungierte er von 1928 bis 1932 als Friedensrichter im San Mateo County. Darüber hinaus war er vier Jahre lang Präsident der örtlichen Handelskammer (Tri-City Chamber of Commerce). Gleichzeitig begann er als Mitglied der Demokratischen Partei eine politische Laufbahn.
Bei den Kongresswahlen des Jahres 1932 wurde McGrath im achten Wahlbezirk von Kalifornien in das US-Repräsentantenhaus in Washington, D.C. gewählt, wo er am 4. März 1933 die Nachfolge von Arthur M. Free antrat. Nach zwei Wiederwahlen konnte er bis zum 3. Januar 1939 drei Legislaturperioden im Kongress absolvieren. Während dieser Zeit wurden die meisten der New-Deal-Gesetze der Bundesregierung unter Präsident Franklin D. Roosevelt verabschiedet. Im Jahr 1938 verlor er gegen den Republikaner Jack Z. Anderson.
In den Jahren 1939 und 1940 war John McGrath Staatsbeauftragter für Einwanderung und Einbürgerung. Er starb am 25. August 1951 in San Mateo, wo er auch beigesetzt wurde.